# Ácido eicosapentaenoico
El ácido eicosapentaenoico (EPA o ácido icosapentaenoico) es un ácido graso poliinsaturado no esencial de la serie omega 3 (ω-3). Se utiliza en clínica como fármaco para el tratamiento de algunas formas de hiperlipidemias.

## Fuentes alimenticias

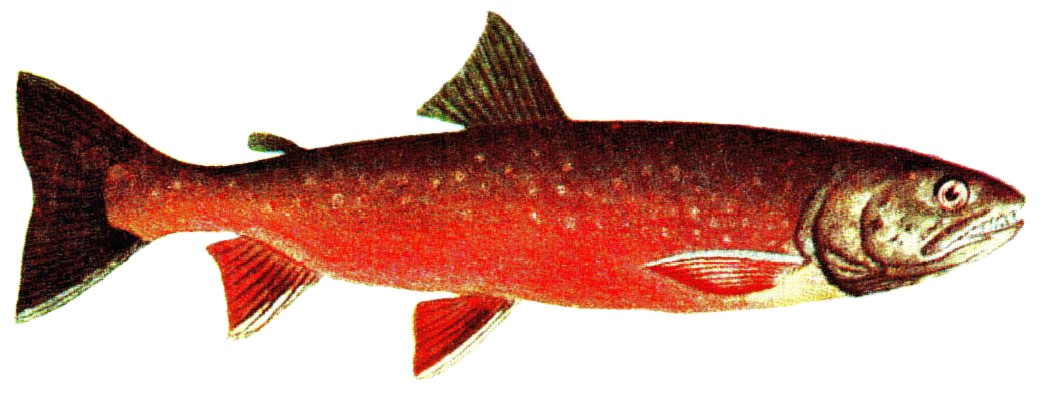
El salmón es una rica fuente dietética del EPA.

## Nomenclatura
En la bibliografía bioquímica se designa como 20:5(n-3), por tener una cadena de 20 carbonos  con cinco enlaces dobles cis a partir del carbono número 3. También se conoce por el nombre común ácido timnodónico. Químicamente es un ácido carboxílico.

## Bioquímica
El ácido eicosapentaenoico es un ácido graso insaturado y el precursor de algunos eicosanoides: la prostaglandina-3 (un agregador plaquetario), el tromboxano-3 y el leucotrieno-5.